# Károlyi Lajos Emil
Károlyi Lajos Emil, gyakran Károlyi L. Emil, Károlyi Lajos (Varasd, 1873. május 12. – ?, 1952.) magyar építész, építőmester.

## Élete
Károlyi Lajos kereskedő és Derfler Karolina fiaként született. 1899-ben építőmesteri oklevelet szerzett. Budapesten kezdett tervezni Marton Ákos építésszel közösen épületeket. 1904-től Pécsett dolgozott tervező- és vállalkozóként. Kezdetben historizáló stílusban alkotta meg épületeit.
1952-ben hunyt el 79 éves korában. A Pécsi köztemetőben helyezték nyugalomra.

## Ismert épületei

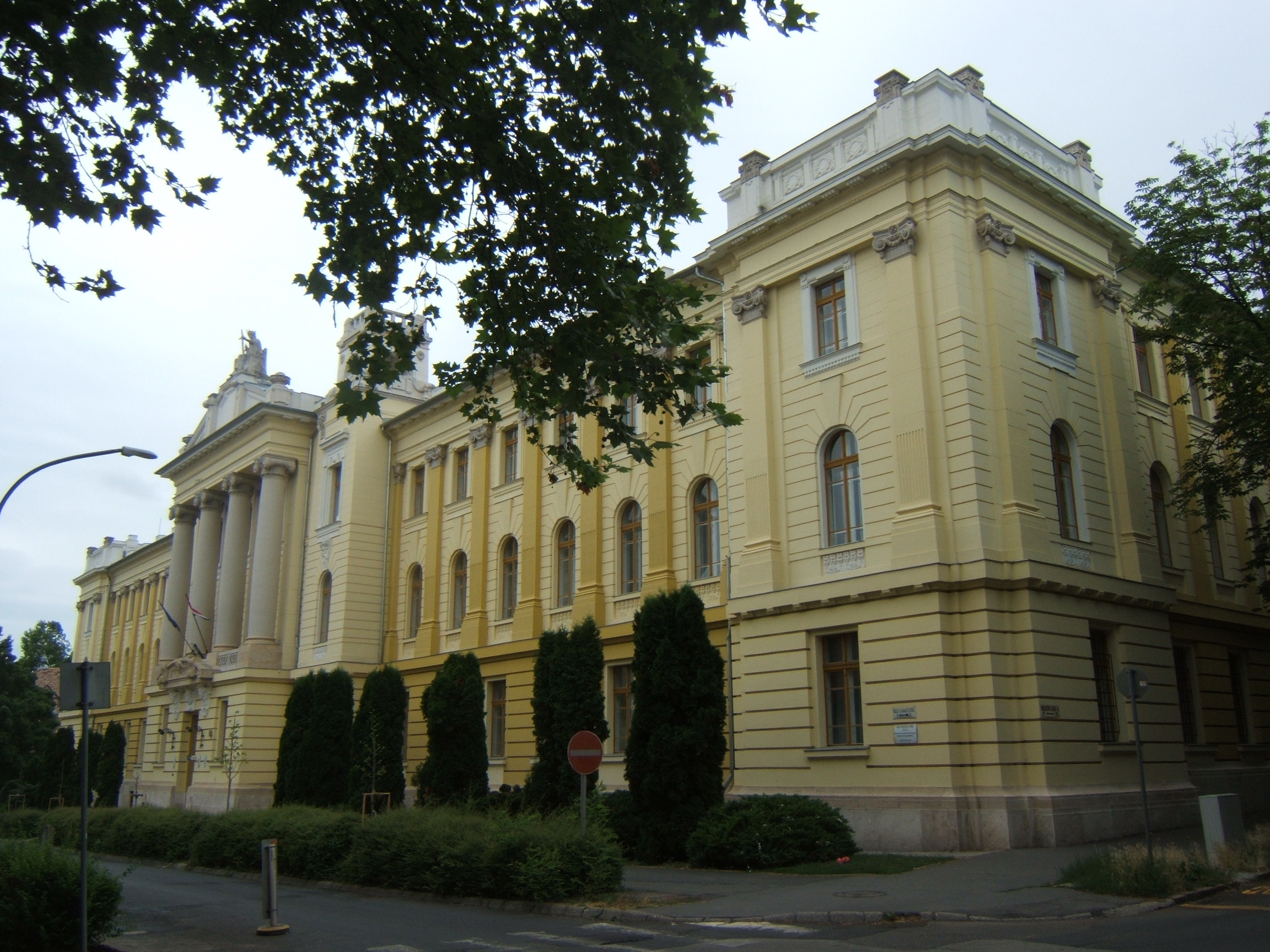
Igazságügyi Palota, Kaposvár

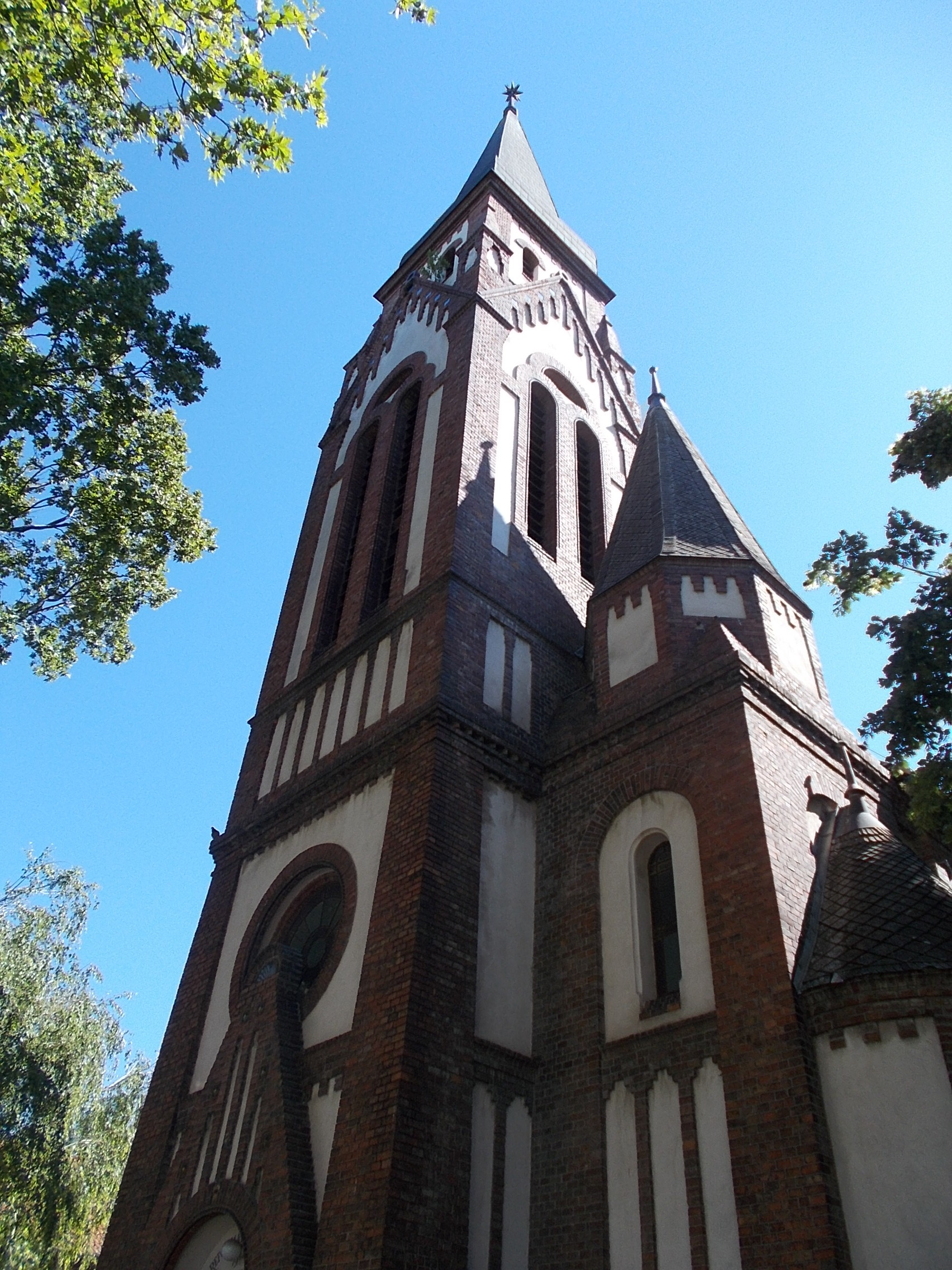
Református templom, Pécs

- 1902: Igazságügyi Palota, Kaposvár, Bajcsy-Zsilinszky utca 3. (Marton Ákossal és Riemer Márkussal közösen)[6][7]
- 1904–1907: Református templom, Pécs, Szabadság út (Schlauch Imrével közösen)[5]
- 1905: Szaniszló pihenő, Mecsek[4]
- 1906: kápolna, Harkány[5]
- 1907: meteorológiai pavilon, Pécs, Széchenyi tér (elpusztult)[5]
- 1908: kilátó, Mecsek, Misina-tető[4]
- 1912 k.: református egyház Statusz-házai, Kolozsvár, Arany János u. (Markovits Sándorral közösen)[5]
- 1912: Pannónia Sörgyár átépítése és igazgatósági épülete, Pécs, Nyár u.[5]

### Tervben maradt épületek
- 1901: evangélikus templom (helyszín megjelölése nélkül)[8]
- 1908: zsinagóga, Budapest, Rákosliget (Weinstein Simonnal közösen)[5]
- 1908: múzeum (helyszín megjelölése nélkül)[5]